# Montferrer
Montferrer [mɔ̃fɛʁe]  est une commune française située dans le sud du département des Pyrénées-Orientales, en région Occitanie. Ses habitants sont appelés les Montferrerois. Sur le plan historique et culturel, la commune est dans le Vallespir, ancienne vicomté (englobée au Moyen Âge dans la vicomté de Castelnou), rattachée à la France par le traité des Pyrénées (1659) et correspondant approximativement à la vallée du Tech, de sa source jusqu'à Céret.
Exposée à un climat océanique altéré, elle est drainée par le Tech, la rivière de Saint-Laurent, la rivière de la Fou et par deux autres cours d'eau. La commune possède un patrimoine naturel remarquable : un site Natura 2000 (« le Tech ») et une zone naturelle d'intérêt écologique, faunistique et floristique.
Montferrer est une commune rurale qui compte 216 habitants en 2022, après avoir connu un pic de population de 883 habitants en 1806. Elle fait partie de l'aire d'attraction d'Amélie-les-Bains-Palalda. Ses habitants sont appelés les Montferrerois ou  Montferreroises.
Les gorges de la Fou servent de limite entre les communes de Montferrer et de Corsavy. Le lieu est particulièrement remarquable : sur une longueur d'environ deux kilomètres, les gorges atteignent une profondeur de 250 mètres, se resserrant parfois jusqu'à ne pas dépasser la largeur d'un mètre entre les deux parois. Malheureusement les gorges sont actuellement interdites au public: 
entre 300 et 600 mètres cubes de roche se sont détachés de la paroi rendant la visite du lieu dangereuse. Selon une étude réalisée, il faudrait entre 18 et 24 millions d'euros pour remettre en état les gorges.

## Géographie

### Localisation
La commune de Montferrer se trouve dans le département des Pyrénées-Orientales, en région Occitanie.
Elle se situe à 40 km à vol d'oiseau de Perpignan, préfecture du département, à 16 km de Céret, sous-préfecture, et à 10 km d'Amélie-les-Bains-Palalda, bureau centralisateur du canton du Canigou dont dépend la commune depuis 2015 pour les élections départementales.
La commune fait en outre partie du bassin de vie d'Amélie-les-Bains-Palalda.
Les communes les plus proches sont : 
Corsavy (3,3 km), Le Tech (3,6 km), Serralongue (4,6 km), Arles-sur-Tech (5,9 km), Saint-Laurent-de-Cerdans (7,0 km), Prats-de-Mollo-la-Preste (8,2 km), Montbolo (8,9 km), Lamanère (9,5 km).
Sur le plan historique et culturel, Montferrer fait partie du Vallespir, ancienne vicomté (englobée au Moyen Âge dans la vicomté de Castelnou), rattachée à la France par le traité des Pyrénées (1659) et correspondant approximativement à la vallée du Tech, de sa source jusqu'à Céret.

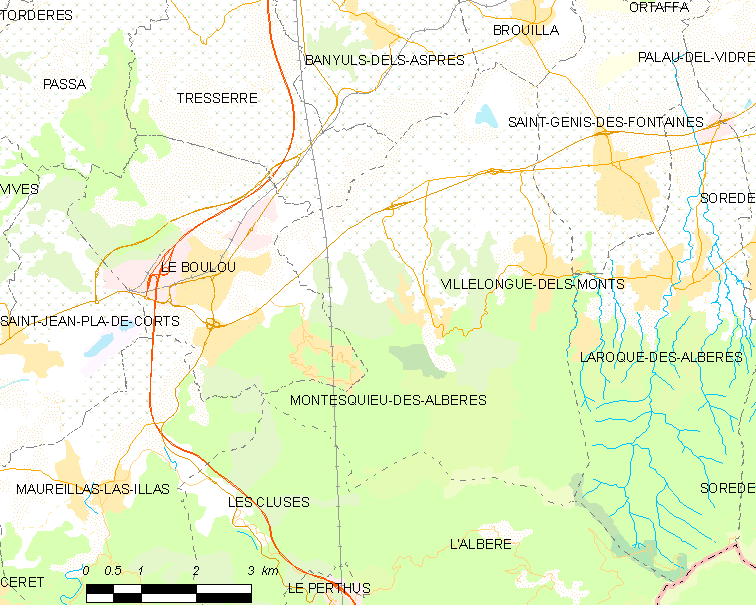
Situation de la commune.

|         | Corsavy                  |                |
| Le Tech | Montferrer               | Arles-sur-Tech |
|         | Saint-Laurent-de-Cerdans |                |

### Géologie et relief
La commune est classée en zone de sismicité 4, correspondant à une sismicité moyenne.

### Climat
Pour des articles plus généraux, voir Climat de l'Occitanie et Climat des Pyrénées-Orientales.
En 2010, le climat de la commune est de type climat méditerranéen altéré, selon une étude du CNRS s'appuyant sur une série de données couvrant la période 1971-2000. En 2020, Météo-France publie une typologie des climats de la France métropolitaine dans laquelle la commune est dans une zone de transition entre le climat de montagne et le climat méditerranéen et est dans la région climatique Pyrénées orientales, caractérisée par une faible pluviométrie, un très bon ensoleillement (2 600 h/an), un air sec, particulièrement en hiver et peu de brouillards.
Pour la période 1971-2000, la température annuelle moyenne est de 13 °C, avec une amplitude thermique annuelle de 14,2 °C. Le cumul annuel moyen de précipitations est de 802 mm, avec 5,6 jours de précipitations en janvier et 5,7 jours en juillet. Pour la période 1991-2020, la température moyenne annuelle observée sur la station météorologique la plus proche, située sur la commune du Tech à 4 km à vol d'oiseau, est de 12,9 °C et le cumul annuel moyen de précipitations est de 1 146,5 mm,. Pour l'avenir, les paramètres climatiques de la commune estimés pour 2050 selon différents scénarios d’émission de gaz à effet de serre sont consultables sur un site dédié publié par Météo-France en novembre 2022.

### Milieux naturels et biodiversité

#### Réseau Natura 2000

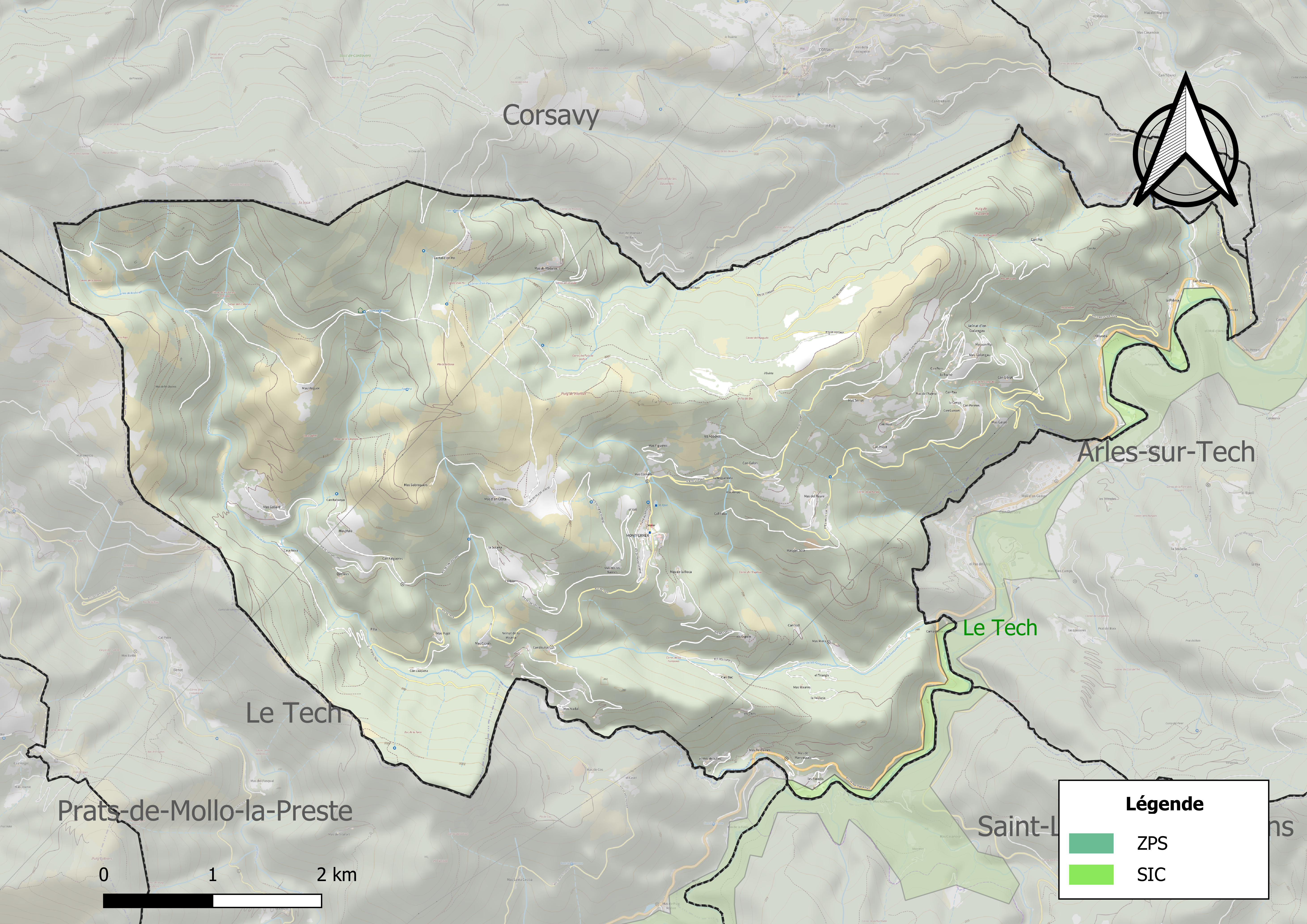
Site Natura 2000 sur le territoire communal.

Le réseau Natura 2000 est un réseau écologique européen de sites naturels d'intérêt écologique élaboré à partir des directives habitats et oiseaux, constitué de zones spéciales de conservation (ZSC) et de zones de protection spéciale (ZPS).
Un site Natura 2000 a été défini sur la commune au titre de la directive habitats : « le Tech », d'une superficie de 1 467 ha, hébergeant le Barbeau méridional qui présente une très grande variabilité génétique dans tout le bassin versant du Tech. Le haut du bassin est en outre colonisé par le Desman des Pyrénées.

#### Zones naturelles d'intérêt écologique, faunistique et floristique

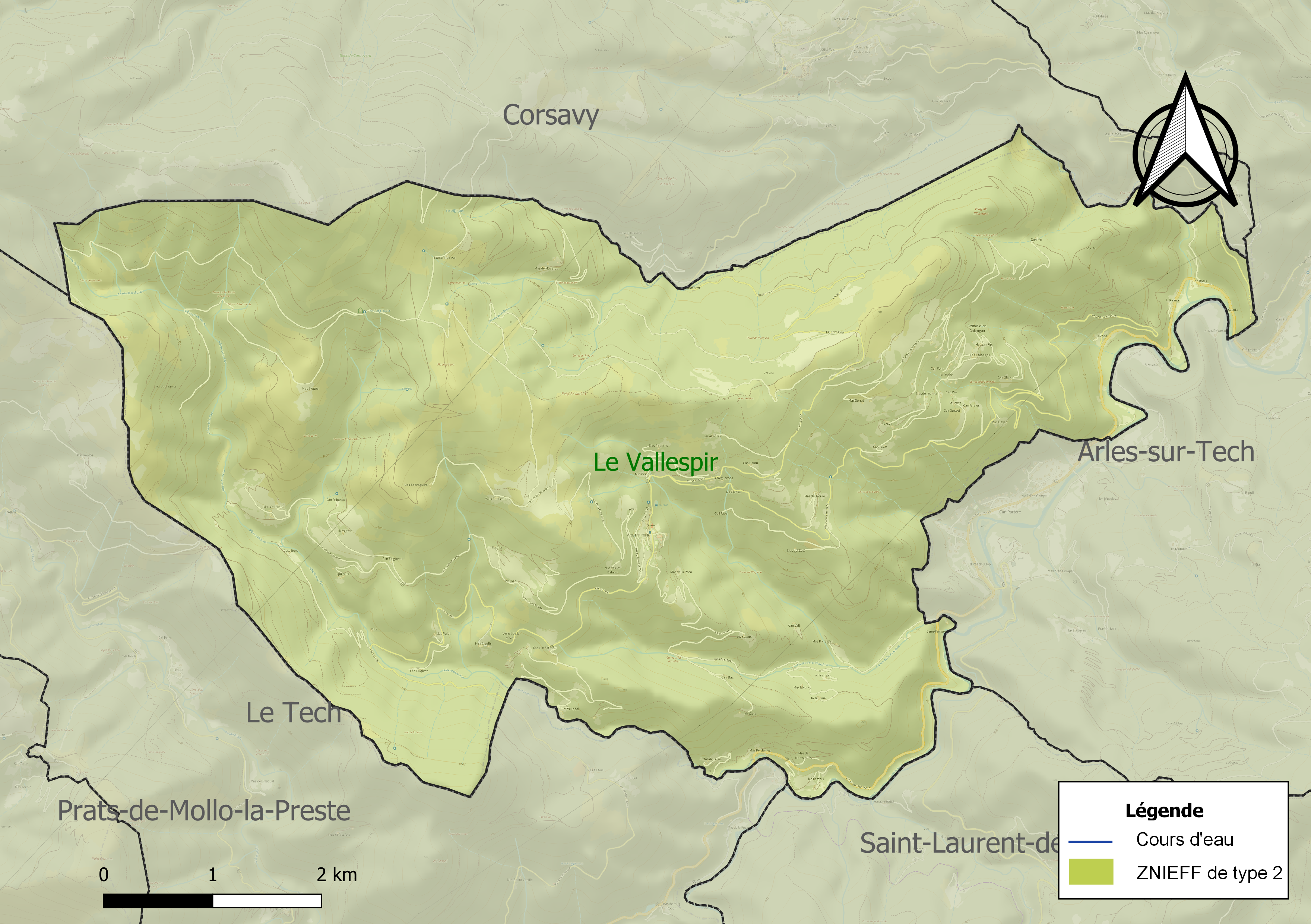
Carte de la ZNIEFF de type 2 localisée sur la commune.

L’inventaire des zones naturelles d'intérêt écologique, faunistique et floristique (ZNIEFF) a pour objectif de réaliser une couverture des zones les plus intéressantes sur le plan écologique, essentiellement dans la perspective d’améliorer la connaissance du patrimoine naturel national et de fournir aux différents décideurs un outil d’aide à la prise en compte de l’environnement dans l’aménagement du territoire.
Une ZNIEFF de type 2 est recensée sur la commune :
« le Vallespir » (47 344 ha), couvrant 18 communes du département.

## Urbanisme

### Typologie
Au 1er janvier 2024, Montferrer est catégorisée commune rurale à habitat très dispersé, selon la nouvelle grille communale de densité à sept niveaux définie par l'Insee en 2022.
Elle est située hors unité urbaine. Par ailleurs la commune fait partie de l'aire d'attraction d'Amélie-les-Bains-Palalda, dont elle est une commune de la couronne,. Cette aire, qui regroupe 6 communes, est catégorisée dans les aires de moins de 50 000 habitants,.

### Occupation des sols
L'occupation des sols de la commune, telle qu'elle ressort de la base de données européenne d’occupation biophysique des sols Corine Land Cover (CLC), est marquée par l'importance des forêts et milieux semi-naturels (92,3 % en 2018), en augmentation par rapport à 1990 (90,2 %). La répartition détaillée en 2018 est la suivante : 
forêts (74,3 %), milieux à végétation arbustive et/ou herbacée (18,1 %), zones agricoles hétérogènes (7,6 %). L'évolution de l’occupation des sols de la commune et de ses infrastructures peut être observée sur les différentes représentations cartographiques du territoire : la carte de Cassini (XVIIIe siècle), la carte d'état-major (1820-1866) et les cartes ou photos aériennes de l'IGN pour la période actuelle (1950 à aujourd'hui).

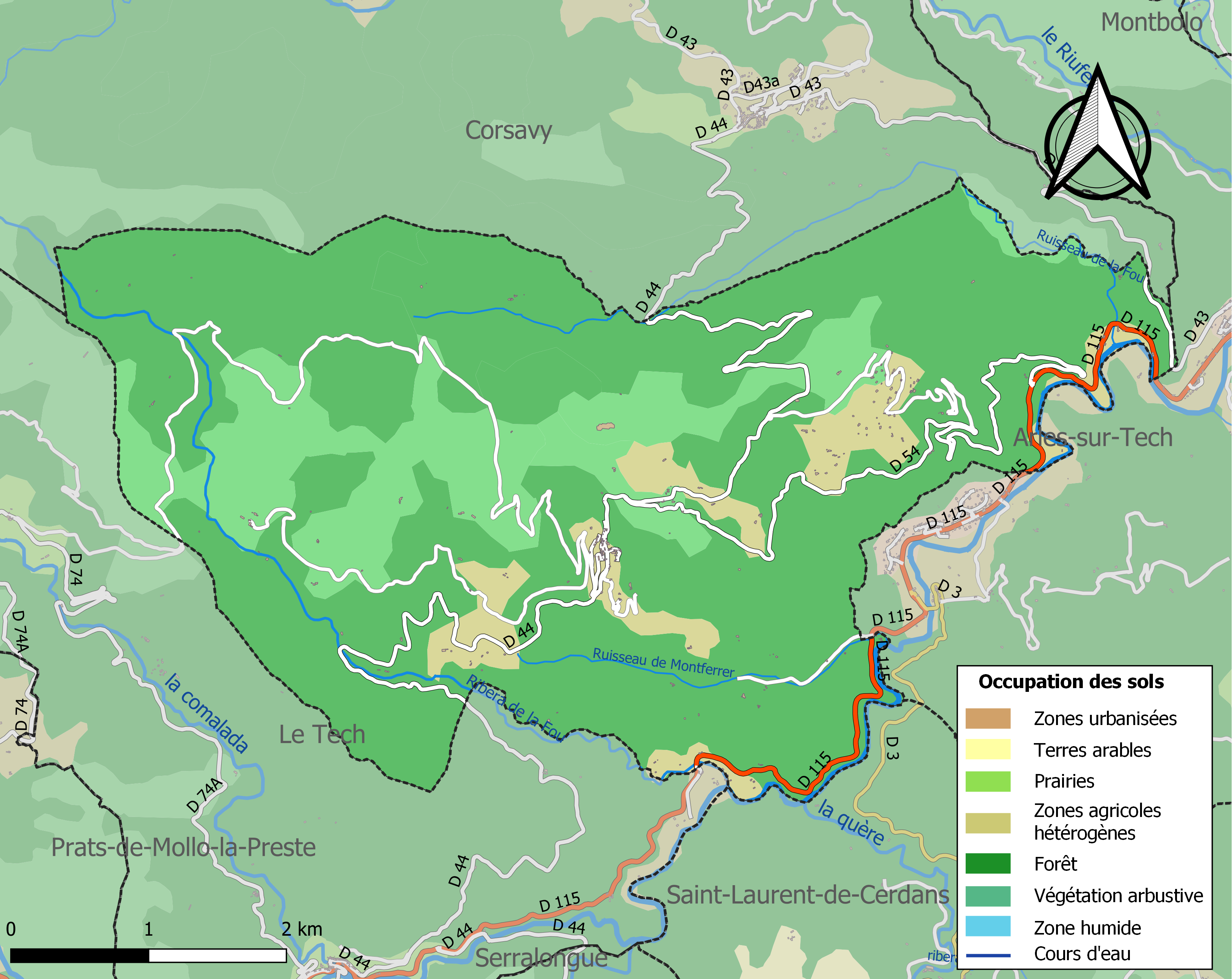
Carte des infrastructures et de l'occupation des sols de la commune en 2018 (CLC).

### Voies de communication et transports
La ligne 531 du réseau régional liO relie la commune à la gare de Perpignan depuis Prats-de-Mollo-la-Preste.

### Risques majeurs
Le territoire de la commune de Montferrer est vulnérable à différents aléas naturels : inondations, climatiques (grand froid ou canicule), feux de forêts, mouvements de terrains et séisme (sismicité moyenne). Il est également exposé à deux risques particuliers, les risques radon et minier,.

#### Risques naturels
Certaines parties du territoire communal sont susceptibles d’être affectées par le risque d’inondation par crue torrentielle de cours d'eau du bassin du Tech.
Les mouvements de terrains susceptibles de se produire sur la commune sont soit des mouvements liés au retrait-gonflement des argiles, soit des glissements de terrains, soit des chutes de blocs, soit des effondrements liés à des cavités souterraines. Une cartographie nationale de l'aléa retrait-gonflement des argiles permet de connaître les sols argileux ou marneux susceptibles vis-à-vis de ce phénomène. L'inventaire national des cavités souterraines permet par ailleurs de localiser celles situées sur la commune.
Ces risques naturels sont pris en compte dans l'aménagement du territoire de la commune par le biais d'un plan de prévention des risques inondations et mouvements de terrains.

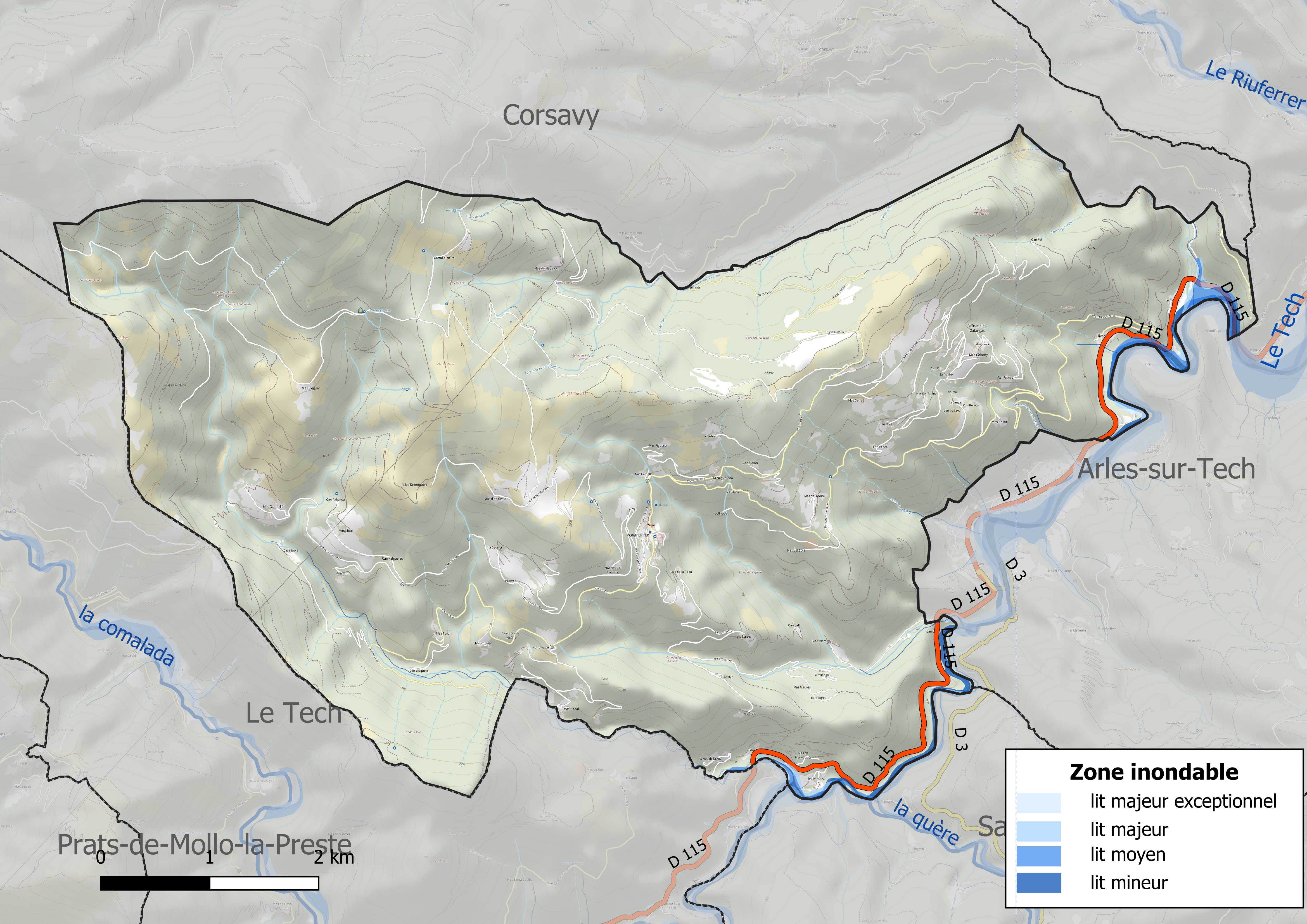
Carte des zones inondables.
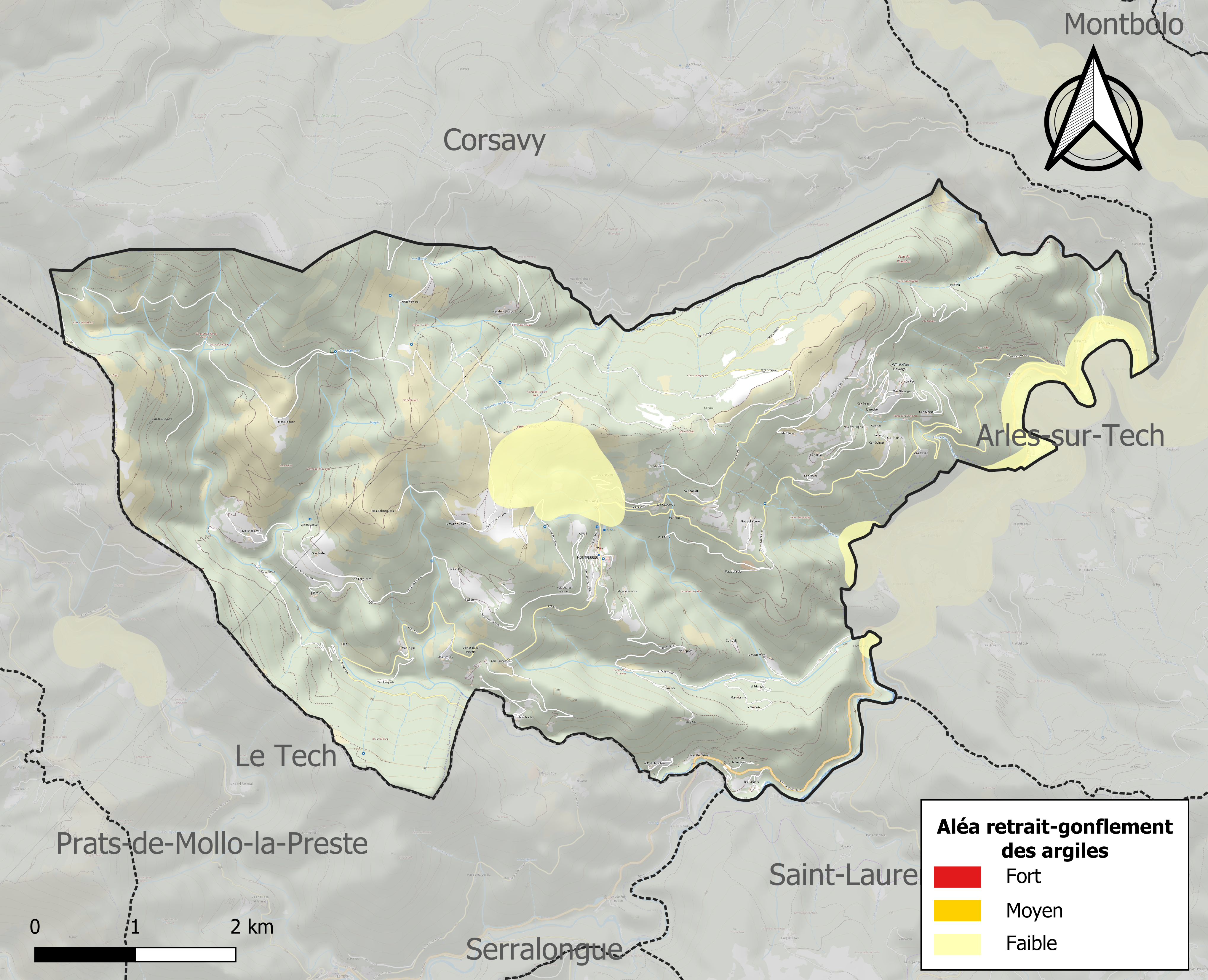
Carte des zones d'aléa retrait-gonflement des argiles.

#### Risque particulier
La commune est concernée par le risque minier, principalement lié à l’évolution des cavités souterraines laissées à l’abandon et sans entretien après l’exploitation des mines.
Dans plusieurs parties du territoire national, le radon, accumulé dans certains logements ou autres locaux, peut constituer une source significative d’exposition de la population aux rayonnements ionisants. Toutes les communes du département sont concernées par le risque radon à un niveau plus ou moins élevé. Selon la classification de 2018, la commune de Montferrer est classée en zone 3, à savoir zone à potentiel radon significatif.

## Toponymie
Le nom Montferrer est un mot catalan et vient du latin Mons Ferratus, le « mont de fer », peut-être en référence au mont Canigou, riche en minerai de fer ou symboliquement à la force du château. Le nom ancien de la paroisse est Mollet.

## Histoire

### Origine
La grotte de Can Pey, à l'ouest des gorges de la Fou a révélé un intéressant gisement du néolithique final et du premier âge du fer.
La première mention historique remonte à l'an 927 : un nommé Teobald fait don à l'abbesse de Sant Joan de Ripoll de terres qu'il possède à Mollet, au lieu-dit Super Keiros. L'église est pour sa part mentionnée en 938.

### Le château feodal
La date exacte de sa construction est inconnue. Il a été érigé sur une crête qui descend du pic de la Souque vers l'est du village duquel il est assez éloigné.
De ce château, qui en 1850 était déjà en très mauvais état, il ne reste plus rien.

### La seigneurie de Montferrer
La seigneurie de Mollet-Montferrer appartient aux vicomtes de Castelnou. Un château dont on ignore l'époque exacte d'édification, sans doute au XIIIe siècle, y est bâti. Actuellement il n'en reste que des ruines, les pierres ayant servi à la construction de certaines maisons du village. Les vestiges sont situés un peu au nord sur la colline qui surplombe la localité actuelle et qui a donné lieu à une petite agglomération sous le phénomène d'incastellamento.
On trouve des mentions de personnes portant le nom de Montferrer, sans que l'on puisse savoir si elles appartiennent à un lignage noble du lieu. Il existe un autre Montferrer dans l'Alt Urgell, d'où est sans doute issu Guillaume-Arnaud de Montferrer, évêque d'Urgell en 1092-1095. On a ainsi mention de Pierre de Montferrer, vivant en 1215, d'Arnaud de Montferrer, chanoine prêchant d'Elne en 1233-1242, et de Bernard de Montferrer qui fonde un bénéfice dans l'église de Thuir en 1273.
Au XIIe siècle une église de style roman est construite : elle est de nos jours parfaitement conservée et continue de porter son nom ancien de Mollet. Les maisons bâties autour par la suite forment le village définitif.
À partir de la fin du XIIIe siècle, la seigneurie de Montferrer est confiée à un cadet des vicomtes de Castelnou. Le 1er juin 1313, le roi Sanche Ier d'Aragon confirme à Dalmau II de Castelnou les droits de justice sur Montferrer. On peut voir dans l'église du village son tombeau, ainsi que celui de sa femme Béatrice et de leur fils Pierre. La seigneurie est héritée par Bérenger, petit-fils de Dalmau, qui la vend au roi pour payer ses créanciers.
Elle est ensuite rachetée par le chevalier Perpinyà Blan. Son fils Pierre Blan en hérite à son tour. Sa fille Éléonore épouse Jean de Pontos : Montferrer change à nouveau de mains au profit de la famille Pontos pour peu de temps. Leur fille Catherine la reçoit en dot lors de son mariage avec Jean III de Banyuls, qui prend alors le nom de Banyuls de Montferrer.
La famille de Banyuls conserve Montferrer jusqu'au 30 décembre 1585. À cette date, Thomas Ier de Banyuls de Montferrer, baron de Nyer, s'est tellement endetté qu'il doit le vendre au profit de Jean Vilansosa, chirurgien à Barcelone. Mais la population de Montferrer préfère Thomas, aussi se cotise-t-elle pour lui permettre de racheter la seigneurie au fils de Jean Vilansosa pour 3 000 ducats, ce qui est fait le 13 décembre 1610.
Thomas Ier de Banyuls de Montferrer exerce un commandement militaire et civil à Huesca, c'est son fils François III de Banyuls de Montferrer qui s'occupe des terres. Or, il est à nouveau harcelé par ses créanciers et doit vendre Montferrer une nouvelle fois le 12 janvier 1623 à Louise Guanter, veuve d'un notaire de Prats de Mollo.
Le 8 juin 1642, Louis XIII roi de France nomme Thomas II de Banyuls de Montferrer, petit-fils du précédent Thomas, procureur royal des comtés du Roussillon et de Cerdagne. Celui-ci en profite alors pour racheter la seigneurie de Montferrer à la famille de Guanter en juin 1649.
À partir de cette date, la seigneurie ne change plus de mains.

### Le marquisat de Montferrer

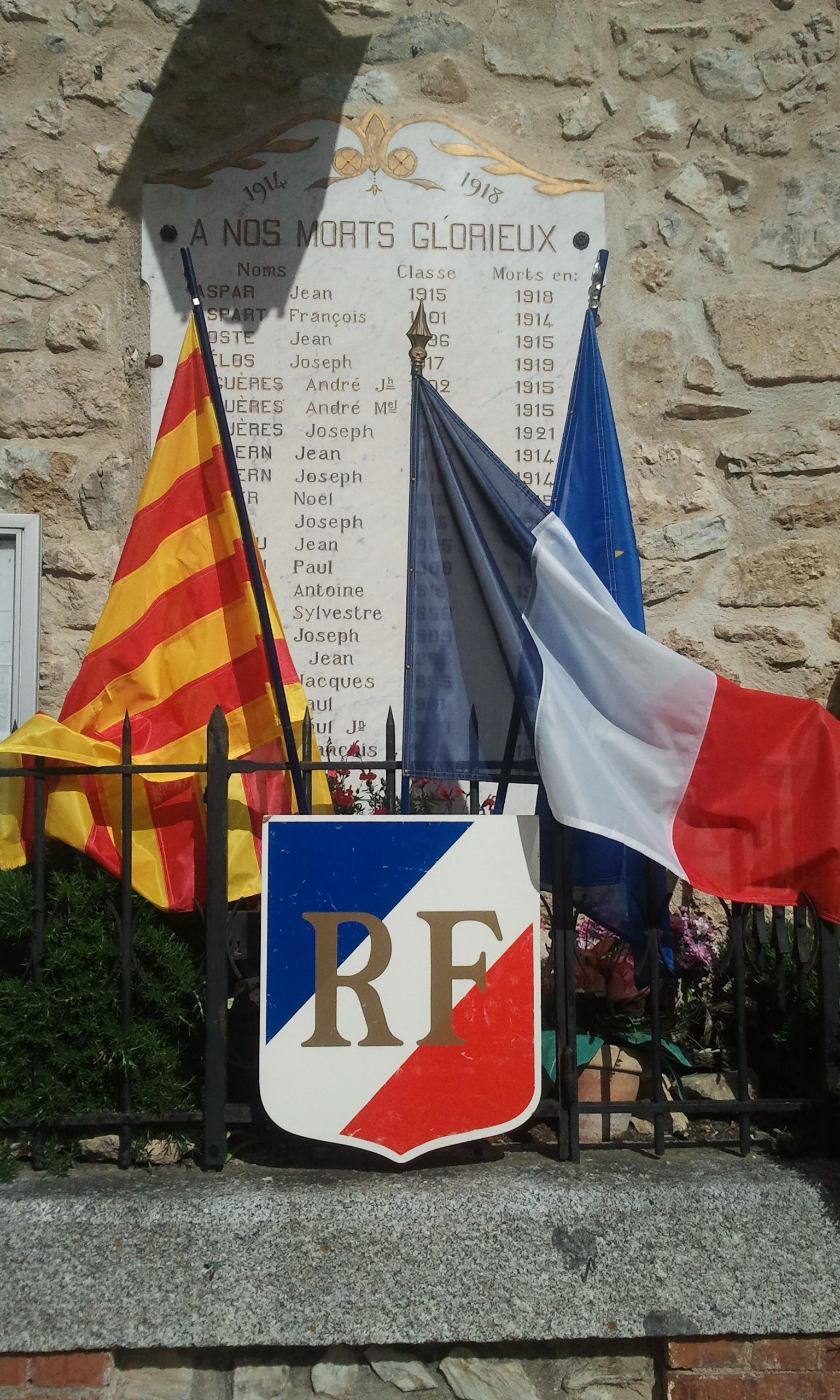
Le monument aux morts.

En avril 1675, Louis XIV érige Montferrer en marquisat. Mais le possesseur de la seigneurie, Charles Ier de Banyuls de Montferrer, est en fuite en Espagne car il a pris la tête de la conspiration de Villefranche, pour une autonomie catalane et contre les Français. À la suite de cette conspiration, le château médiéval de Mollet de la famille de Banyuls de Montferrer est rasé sur ordre du roi sous la supervision de Vauban afin qu'il ne puisse plus servir de refuge à d'éventuels insoumis. La femme de Charles de Banyuls de Montferrer, Thomasine née de Ardena y Aragon, fille du comte d’Ille devient donc la première marquise de Montferrer.
Charles Ier de Banyuls de Montferrer et Thomasine meurent sans postérité. Le frère cadet de Charles, François III de Banyuls de Montferrer, obtient de Louis XIV que le marquisat de Montferrer lui revienne ainsi qu'à ses descendants.
Peu avant la Révolution française, Joseph de Banyuls de Montferrer (1723-1801), 4e marquis de Montferrer, choisit de se retirer dans son fief de Millepetit dans l'Aude et laisse la gestion de ses fiefs roussillonnais à son fils aîné Raymond-Antoine qui est élu député de la noblesse aux États Généraux. Ce dernier émigre en 1791 et se bat en tant que contre-révolutionnaire. Il devient le 5e marquis de Montferré  à la mort de son père en 1801. Lorsqu'il revient en France en 1807, Montferrer a été entretemps déclaré bien national et été revendu à de multiples acquéreurs. L'Ancien Régime, les privilèges, la féodalité : tout a été aboli. La famille conserve néanmoins le patronyme et le titre de marquis de Montferré. Elle reste aussi liée à son ancien fief comme en témoignent les deux plaques apposées dans la nef de l'église à la mémoire du comte Jacques de Montferré et du vicomte Raymond de Montferré, deux descendants morts pour la France en 1915.

## Politique et administration

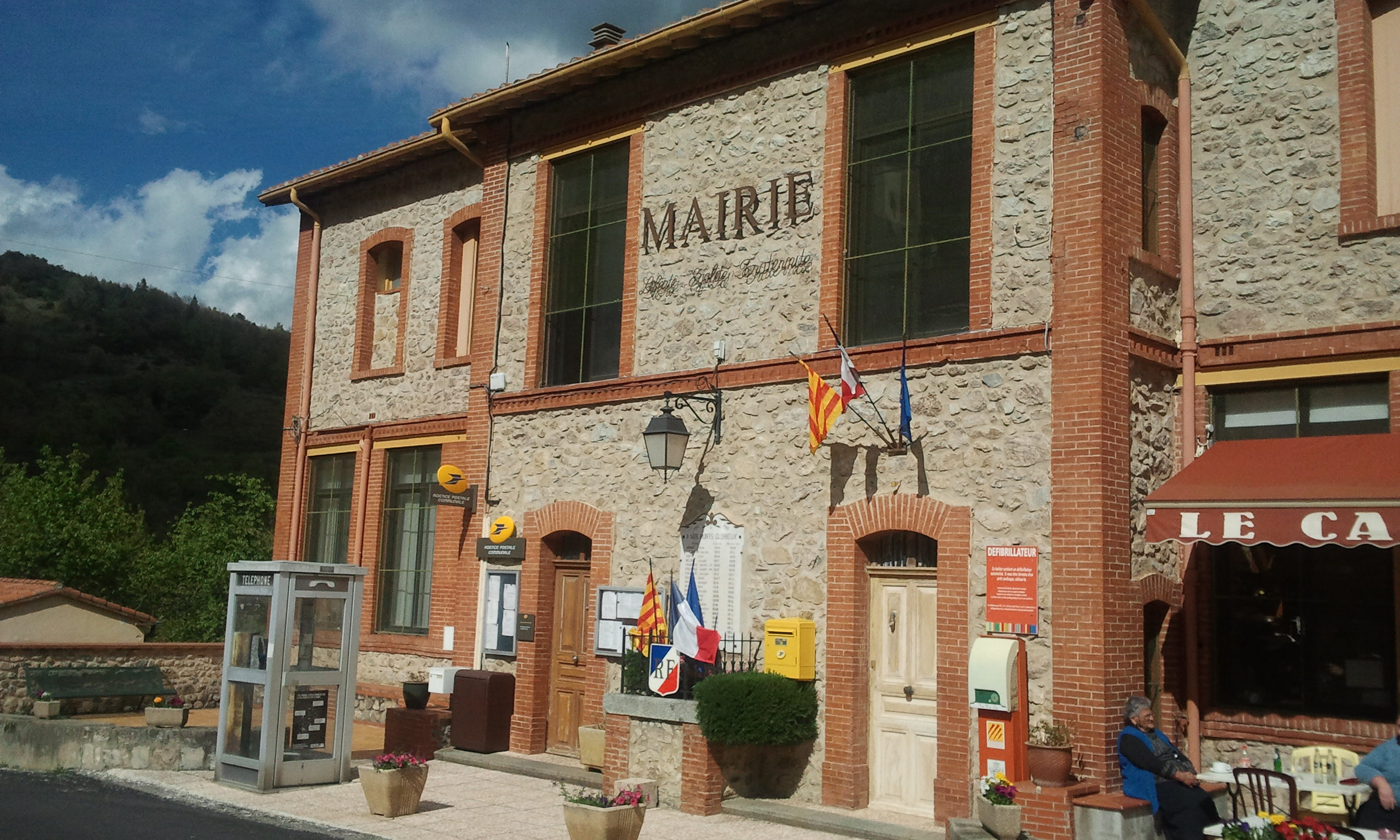
La mairie.

### Canton
La commune de Montferrer est incluse en 1790 dans le canton de Prats-de-Mollo. Elle est transférée dès 1793 au canton d'Arles dont elle fait encore partie jusqu'à la disparition de ce canton en 2015,. Depuis les élections ayant suivi la réforme de 2014, elle fait partie du canton du Canigou.

### Liste des maires
| Début     | Fin      | Nom                       | Parti          |
| 1791      | 1794     | M. Jean Janotet           |                |
| 1794      | 1796     | M. Joseph Vaills          |                |
| 1796      | 1798     | M. André Malet            |                |
| 1798      | 1798     | M. Jean Sola              |                |
| 1798      | 1799     | M. Jean-Pierre Galy       |                |
| 1799      | 1810     | M. Jean Coll              |                |
| 1810      | 1847     | M. Joseph Galangau        |                |
| 1847      | 1870     | M. Jean Figuères          |                |
| 1870      | 1871     | M. Damien Cuffi-Sobraquès |                |
| 1871      | 1881     | M. Jean Galangau          |                |
| 1881      | 1884     | M. Augustin Valls         |                |
| 1884      | 1886     | M. Jean Galangau          |                |
| 1886      | 1888     | M. Paul Dessors           |                |
| 1888      | 1896     | M. Jean Galangau          |                |
| 1896      | 1917     | M. Joseph Sobraquès       |                |
| 1917      | 1934     | M. Jean Ramon             |                |
| 1934      | 1944     | M. Joseph Valls           |                |
| 1944      | 1947     | M. Jean Coste             |                |
| 1947      | 1958     | Abdon Figuères            |                |
| 1958      | 1959     | M. Jean Coste             |                |
| 1959      | 1965     | M. André Saquer           |                |
| 1965      | 1971     | M. Henry Douzon           |                |
| 1971      | 1977     | M. Pierre Valls           |                |
| 1977      | 1983     | M. Raymond Denamiel       |                |
| 1983      | 2008     | Mme Madeleine Denamiel    | RPR            |
| 2008      | 2013     | M. Paul Bauden            |                |
| 2013      | 2020     | Dominique Petit           |                |
| mars 2020 | En cours | M. Jean-Marie Gourgues    | Sans etiquette |

## Population et société

### Démographie ancienne
La population est exprimée en nombre de feux (f) ou d'habitants (H).
| 1365 | 1378 | 1470 | 1515 | 1553 | 1709 | 1720 | 1730 | 1767  |
| ---- | ---- | ---- | ---- | ---- | ---- | ---- | ---- | ----- |
| 58 f | 42 f | 20 f | 14 f | 20 f | 75 f | 41 f | 73 f | 650 H |

| 1774 | 1789  | - | - | - | - | - | - | - |
| ---- | ----- | - | - | - | - | - | - | - |
| 90 f | 160 f | - | - | - | - | - | - | - |

Notes :
- 1720 : pour Montferrer et Leca (hameau réuni à Corsavy en 1790 ;
- 1774 : pour Montferrer et Leque.

### Démographie contemporaine
L'évolution du nombre d'habitants est connue à travers les recensements de la population effectués dans la commune depuis 1793. Pour les communes de moins de 10 000 habitants, une enquête de recensement portant sur toute la population est réalisée tous les cinq ans, les populations de référence des années intermédiaires étant quant à elles estimées par interpolation ou extrapolation. Pour la commune, le premier recensement exhaustif entrant dans le cadre du nouveau dispositif a été réalisé en 2006.

En 2022, la commune comptait 216 habitants, en évolution de +14,29 % par rapport à 2016 (Pyrénées-Orientales : +3,92 %, France hors Mayotte : +2,11 %).
| 1793 | 1800 | 1806 | 1821 | 1831 | 1836 | 1841 | 1846 | 1851 |
| ---- | ---- | ---- | ---- | ---- | ---- | ---- | ---- | ---- |
| 882  | 571  | 883  | 849  | 793  | 775  | 763  | 829  | 833  |

| 1856 | 1861 | 1866 | 1872 | 1876 | 1881 | 1886 | 1891 | 1896 |
| ---- | ---- | ---- | ---- | ---- | ---- | ---- | ---- | ---- |
| 802  | 744  | 714  | 712  | 682  | 714  | 621  | 624  | 603  |

| 1901 | 1906 | 1911 | 1921 | 1926 | 1931 | 1936 | 1946 | 1954 |
| ---- | ---- | ---- | ---- | ---- | ---- | ---- | ---- | ---- |
| 615  | 615  | 596  | 530  | 453  | 426  | 412  | 310  | 269  |

| 1962 | 1968 | 1975 | 1982 | 1990 | 1999 | 2006 | 2011 | 2016 |
| ---- | ---- | ---- | ---- | ---- | ---- | ---- | ---- | ---- |
| 255  | 215  | 260  | 226  | 353  | 221  | 202  | 195  | 189  |

| 2021 | 2022 | - | - | - | - | - | - | - |
| ---- | ---- | - | - | - | - | - | - | - |
| 206  | 216  | - | - | - | - | - | - | - |

| selon la population municipale des années : | 1968 | 1975 | 1982 | 1990 | 1999 | 2006 | 2009 | 2013 |
| Rang de la commune dans le département      | 142  | 116  | 130  | 110  | 133  | 144  | 146  | 147  |
| Nombre de communes du département           | 232  | 217  | 220  | 225  | 226  | 226  | 226  | 226  |

### Manifestations culturelles et festivités
- Fête patronale : 15 août[42] ;
- Fête communale : 24 juin[42].

## Économie

### Revenus
En 2018, la commune compte 79 ménages fiscaux, regroupant 165 personnes. La médiane du revenu disponible par unité de consommation est de 15 100 € (19 350 € dans le département).

### Emploi
|                | 2008   | 2013   | 2018   |
| -------------- | ------ | ------ | ------ |
| Commune        | 13,5 % | 10,4 % | 7,8 %  |
| Département    | 10,3 % | 12,9 % | 13,3 % |
| France entière | 8,3 %  | 10 %   | 10 %   |

En 2018, la population âgée de 15 à 64 ans s'élève à 116 personnes, parmi lesquelles on compte 64,7 % d'actifs (56,9 % ayant un emploi et 7,8 % de chômeurs) et 35,3 % d'inactifs,. En  2018, le taux de chômage communal (au sens du recensement) des 15-64 ans est inférieur à celui de la France et du département, alors qu'en 2008 la situation était inverse.
La commune fait partie de la couronne de l'aire d'attraction d'Amélie-les-Bains-Palalda, du fait qu'au moins 15 % des actifs travaillent dans le pôle,. Elle compte 26 emplois en 2018, contre 25 en 2013 et 30 en 2008. Le nombre d'actifs ayant un emploi résidant dans la commune est de 67, soit un indicateur de concentration d'emploi de 38,7 % et un taux d'activité parmi les 15 ans ou plus de 46,3 %.
Sur ces 67 actifs de 15 ans ou plus ayant un emploi, 21 travaillent dans la commune, soit 31 % des habitants. Pour se rendre au travail, 88,1 % des habitants utilisent un véhicule personnel ou de fonction à quatre roues, 4,5 % s'y rendent en deux-roues, à vélo ou à pied et 7,5 % n'ont pas besoin de transport (travail au domicile).

### Activités hors agriculture

#### Secteurs d'activités
18 établissements sont implantés  à Montferrer au 31 décembre 2019.
Le secteur du commerce de gros et de détail, des transports, de l'hébergement et de la restauration est prépondérant sur la commune puisqu'il représente 33,3 % du nombre total d'établissements de la commune (6 sur les 18 entreprises implantées  à Montferrer), contre 30,5 % au niveau départemental.

### Agriculture
|               | 1988 | 2000 | 2010 | 2020 |
| ------------- | ---- | ---- | ---- | ---- |
| Exploitations | 8    | 12   | 6    | 5    |
| SAU (ha)      | 743  | 872  | 278  | 213  |

La commune est dans les « Vallespir et Albères », une petite région agricole située dans le sud du département des Pyrénées-Orientales. En 2020, l'orientation technico-économique de l'agriculture  sur la commune est l'élevage porcin. Cinq exploitations agricoles ayant leur siège dans la commune sont dénombrées lors du recensement agricole de 2020 (huit en 1988). La superficie agricole utilisée est de 213 ha,,.

## Culture locale et patrimoine

### Monument et lieux touristiques

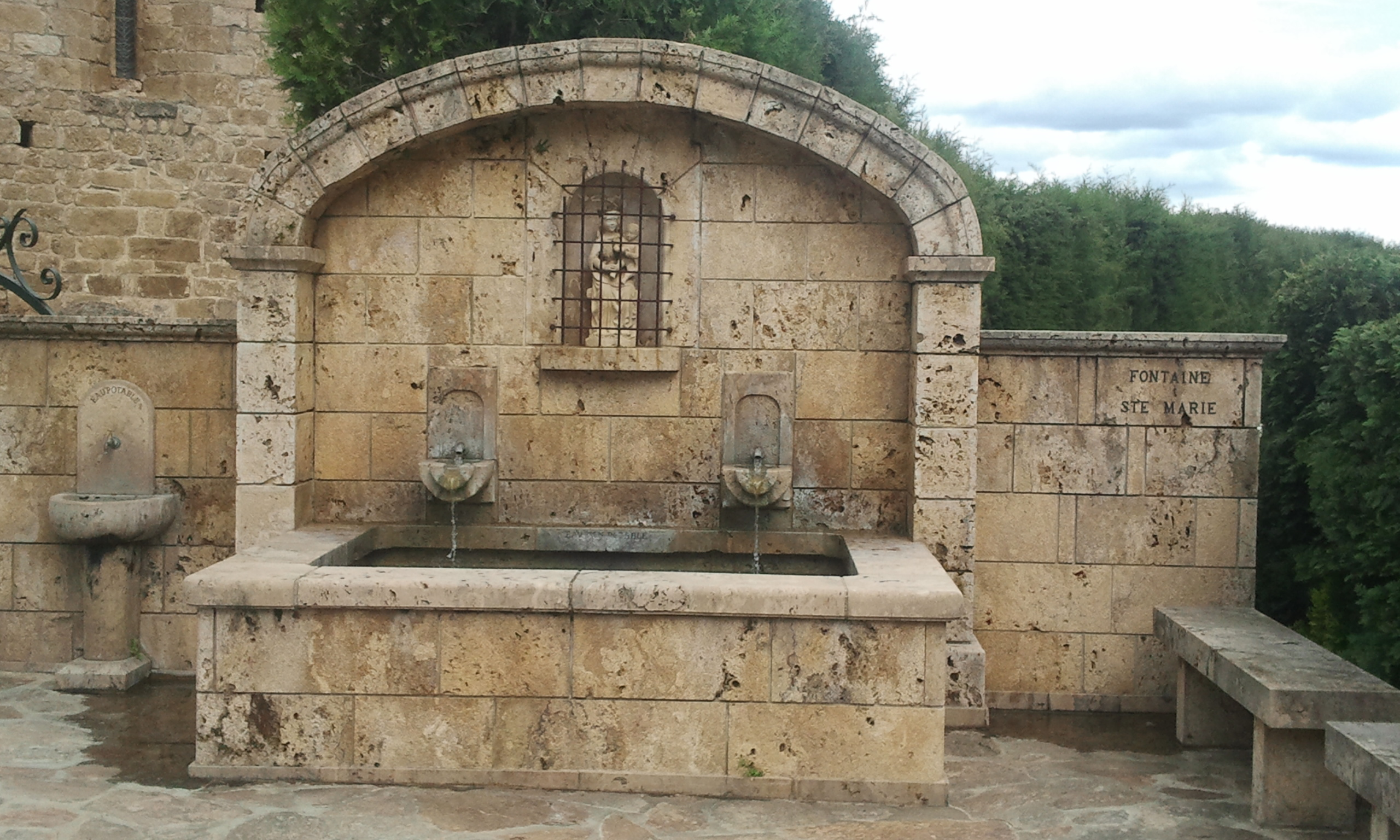
Fontaine Sainte-Marie.

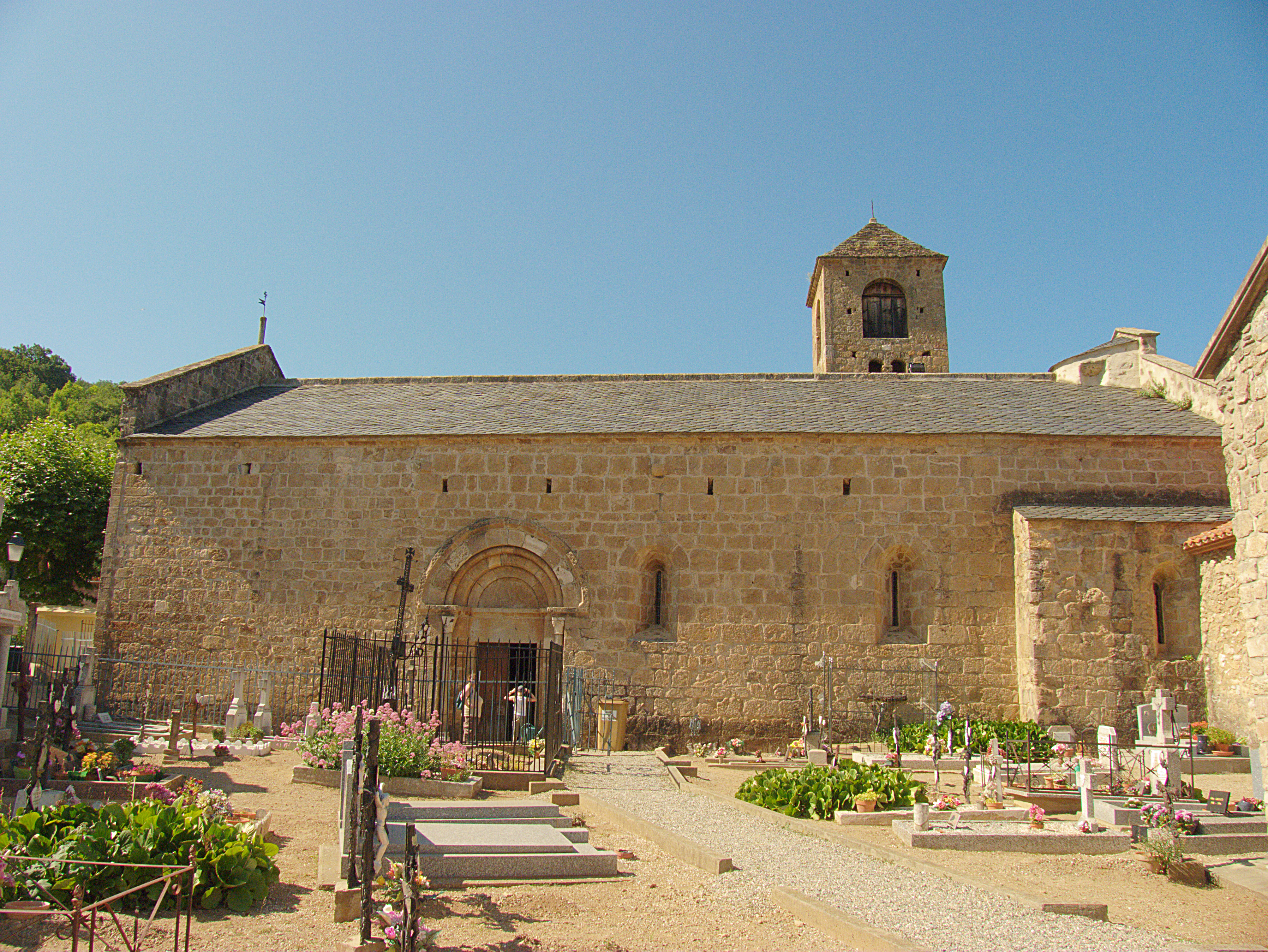
Église Sainte-Marie

- L'église Sainte-Marie de Montferrer ( Classé MH (1922)) est dédiée à la Vierge de l'Assomption. À nef unique et à abside semi-circulaire, elle a été construite entre le XIe et le XIIIe siècle, en utilisant tout ou partie d'un édifice précédent bâti au Xe siècle. Le portail avec une archivolte à plusieurs voussures s'appuie sur deux colonnes à chapiteaux de marbre. Le clocher-tour est orné de baies géminées à deux étages. L'église conserve un sarcophage du XIVe siècle (Dalmau II de Castelnou, son épouse Béatrix et son fils Père), quelques pièces d'orfèvrerie, ainsi que le retable du maître-autel (XVIIIe siècle). Plusieurs de ses objets sont référencés dans la base Palissy.
- Fontaine dédiée à Sainte-Marie, située à proximité de l'église.
- L'église Saint-Luc.

Au nord du village et à environ 800 mètres de celui-ci, se dressent les ruines du château de Mollet, précédées par une tour elle aussi ruinée.
En 1674, Charles de Banyuls de Montferrer, fils aîné de Thomas II de Banyuls de Montferrer, prend la tête de la conspiration de Villefranche. Éventé, celui-ci parvient à fuir à Barcelone tandis qu'il est condamné à mort par contumace. En représailles, le château de Mollet est rasé sous la supervision de Vauban afin qu'il ne puisse plus servir de refuge à d'éventuels insoumis.[réf. nécessaire]

### Personnalités liées à la commune
- Thomas Ier de Banyuls de Montferrer.
- Thomas II de Banyuls de Montferrer.
- Raymond de Banyuls de Montferré.

### Culture populaire
Chanson
- El capellà de Montferrer, chanson populaire[46]

### Héraldique
| Blason de Montferrer | Blason  | Fascé de gueules et d'or de six pièces Timbre: Couronne de marquis Supports: Deux chimères affrontées à la tête de bouc, aux ailes de dragons déployées, au corps de sirène Cimier: Chauve-souris aux ailes étendues et posée de front Terrasse: Lévrier passant                                                   |
| Blason de Montferrer | Détails | Inspiré des armes des marquis de Montferrer. Celles-ci étant déjà utilisées pour la commune de Nyer, la famille ayant été « baron de Nyer » avant d'être « marquis de Montferrer », les couleurs ont été remplacées par celles de la Catalogne, mais les supports, couronne, cimier et terrasse ont été conservés. |